# Caseriu Bladet
El Caseriu Bladet és una casa de Castellet i la Gornal (Alt Penedès) protegida com a Bé Cultural d'Interès Local.

## Descripció
El caseriu Bladet està situat al costat del riu Foix, en un lloc proper al poble de Castellet. Es tracta d'un petit nucli format per un conjunt d'edificis i envoltat per una tanca de protecció. Les construccions responen a una tipologia estilística de tipus popular. En general consten de planta baixa i un pis i tenen la teulada a dues vessants. El conjunt apareix emblanquinat.